# مایک تالی
مایک تالی (انگلیسی: Mike Tully؛ زادهٔ october ۲۱, ۱۹۵۶ (۶۸ سال)) ورزشکار دو و میدانی اهل ایالات متحده آمریکا است.
وی در مسابقات کشوری و بین‌المللی در مجموع برندهٔ ۲ مدال طلا، ۱ مدال نقره شده‌است.